# Santa María del Mar (Oaxaca)
Santa María del Mar es una localidad del estado mexicano de Oaxaca, ubicada en la barra que divide el Golfo de Tehuantepec y la Laguna Inferior, forma parte del municipio de Juchitán de Zaragoza.

## Historia
Santa María del Mar fue hasta inicios del siglo XX cabecera del municipio del mismo nombre, alrededor de 1930 dicho municipio fue suprimido y la población quedó integrada en el municipio de San Francisco del Mar, hasta que un decreto del 19 de noviembre de 1946 lo trasladó de San Francisco del Mar al municipio de Juchitán de Zaragoza, al que pertenece hasta la actualidad.

### Conflicto territorial y aislamiento
Santa María del Mar es una pequeña población dedicada fundamentalmente a la pesca y a actividades agropecuarias y ganaderas, constituye una agencia municipal del municipio de Juchitán de Zaragoza, sin embargo se encuentra localizada de manera aislada del resto del municipio, pues los separa la Laguna Superior y la Laguna Inferior, el único medio de comunicación terrestre es mediante un camino de terracería que atraviesa los municipios de San Mateo del Mar, San Pedro Huilotepec y Salina Cruz; este hecho ha causado desde 2009 importantes conflictos sociales entre pobladores de Santa María del Mar y San Pedro Huilotepec con los de San Mateo del Mar por conflictos limítrofes que han causado enfrentamientos armados y heridos, y el completo aislamiento territorial de Santa María del Mar, al impedir los habitantes de San Mateo del Mar el paso de cualquier tipo de transporte, en consecuencia, el único acceso a Santa María es por agua.actualmente no cuenta con energía eléctrica a partir del mes de noviembre del 2014 ala fecha los pobladores de san mateo del mar cortaron el suministro eléctrico, impidiendo de igual forma el paso de las cuadrillas de CFE, dejando así incomunicado al pueblo.
La comunidad fue afectada por el terremoto del 7 de septiembre de 2017, y tras ello, en 2019 se intentó la instalación de una granja solar que produjera la energía eléctrica requerida por la población; sin embargo, nuevamente el surgimiento de conflictos entre las comunidades a impedido su instalación.

## Localización y demografía
Santa María del Mar se encuentra localizada en las coordenadas geográficas 16°13′17″N 94°51′22″O / 16.22139, -94.85611 y una altitud de 15 metros sobre el nivel del mar, se encuentra en una estrecha faja de tierra que constituye una barra que divide el Golfo de Tehuantepec y por tanto el Océano Pacífico, de la Laguna Inferior, dicha barra es utilizada para la cría de ganado además de las actividades pesqueras de la población. De acuerdo a los resultados del Conteo de Población y Vivienda de 2005 realizado por el Instituto Nacional de Estadística y Geografía, tiene una población total de 862 habitantes, de los cuales 422 son hombres y 440 son mujeres.